# Ger Janssens
Gerardus Antonius Maria (Ger) Janssens (Eindhoven, 25 mei 1937 − Nijmegen, 5 september 2019) was een Nederlands hoogleraar Amerikaanse letterkunde.

## Biografie
Janssens behaalde in 1955 het gymnasium alpha-examen aan het Gymnasium Augustinianum in zijn geboorteplaats. Vervolgens studeerde hij Engels aan de Katholieke Universiteit Nijmegen waar hij in 1959 zijn kandidaats- en in 1961 zijn doctoraal examen haalde. In dat laatste jaar kreeg hij ook een gouden medaille van de Rijksuniversiteit Groningen voor een opstel over het Engelse tijdschrift Scrutiny (1932-1953) dat hij naar aanleiding van een uitgeschreven prijsvraag had ingestuurd. Hij werd ook in dat jaar aangesteld als wetenschappelijk medewerker Engelse letterkunde aan zijn alma mater. In 1968 promoveerde hij cum laude te Nijmegen op The American literary review, met als promotor prof. dr. Tom Birrell (1924-2011). In 1976 publiceerde hij De Amerikaanse roman, 1950-1975, dat onder anderen door Henk Romijn Meijer in de NRC en Jacques den Haan in Het Parool lovend werd besproken. 
In 1977 werd hij aangesteld als gewoon lector in de Amerikaanse letterkunde te Nijmegen, een ambt dat hij aanvaardde op 11 februari 1977 met de rede De schrijver op de tweesprong; dit lectoraat werd later omgezet in een gewoon hoogleraarschap.
Prof. dr. G.A.M. Janssens overleed in 2019 op 82-jarige leeftijd.